# Castell'Ottieri
Castell'Ottieri è una frazione del comune italiano di Sorano, nella provincia di Grosseto, in Toscana.

## Geografia fisica
Il paese è situato a nord del capoluogo, raggiungibile prendendo una deviazione dalla strada che conduce a Castell'Azzara, lungo la valle del torrente Stridolone. Castell'Ottieri dista circa 10 km da Sorano e poco più di 90 km da Grosseto.

## Origini del nome
Secondo una "Decisione" (giudizio definitivo a proposito di una controversia) pronunciata il 22 dicembre 1665 dal Tribunale della Rota Senese, organo giurisdizionale competente, Castell'Ottieri sarebbe stato fondato da un uomo d'arme sceso in Italia dalla "Provincia d'Austria" al seguito dell'esercito carolingio, di nome Lotherius dei Signori di Mont Crijs che ricevette in dono una terra maremmana sulla quale eresse un castello che volle denominare Castrum Lotherii tradotto "Castello di Lotario", attuale "Castell'Ottieri", dando origine, nel contempo, al noto casato dei conti Ottieri, che intorno alla metà del XIII secolo si trasfuse in uno dei rami dei Signori di Baschi che ne assunse cognome, titoli e beni, portando in tal modo l'antica denominazione del casato originale nella posterità, fino a quando, il 16 aprile 1616, unitamente a San Giovanni delle Contee, fu ceduto da Sinolfo juniore di Flaminio Ottieri, al granduca di Toscana Cosimo II contro la somma 107.000 piastre e la concessione del feudo granducale di Rigomagno.

## Storia
Sorto nel Medioevo come subfeudo di un valvassore di origini germaniche, il luogo divenne in seguito possesso dei signori di Montorio e, nella seconda metà del XIII secolo, passò sotto il controllo di Orvieto. Successivamente, venne conquistato dalla famiglia locale degli Ottieri che lo fecero diventare il centro principale e l'indiscussa capitale della loro piccola contea.
Gli Ottieri controllarono il centro, a parte una temporanea sottomissione a Siena in epoca quattrocentesca, fino al 1616, anno in cui il feudo fu venduto ai Medici che lo inglobarono nel Granducato di Toscana.
Nella seconda metà del XVIII secolo la legge di riforma dei Lorena incluse Castell'Ottieri nel territorio comunale di Sorano.

## Monumenti e luoghi d'interesse

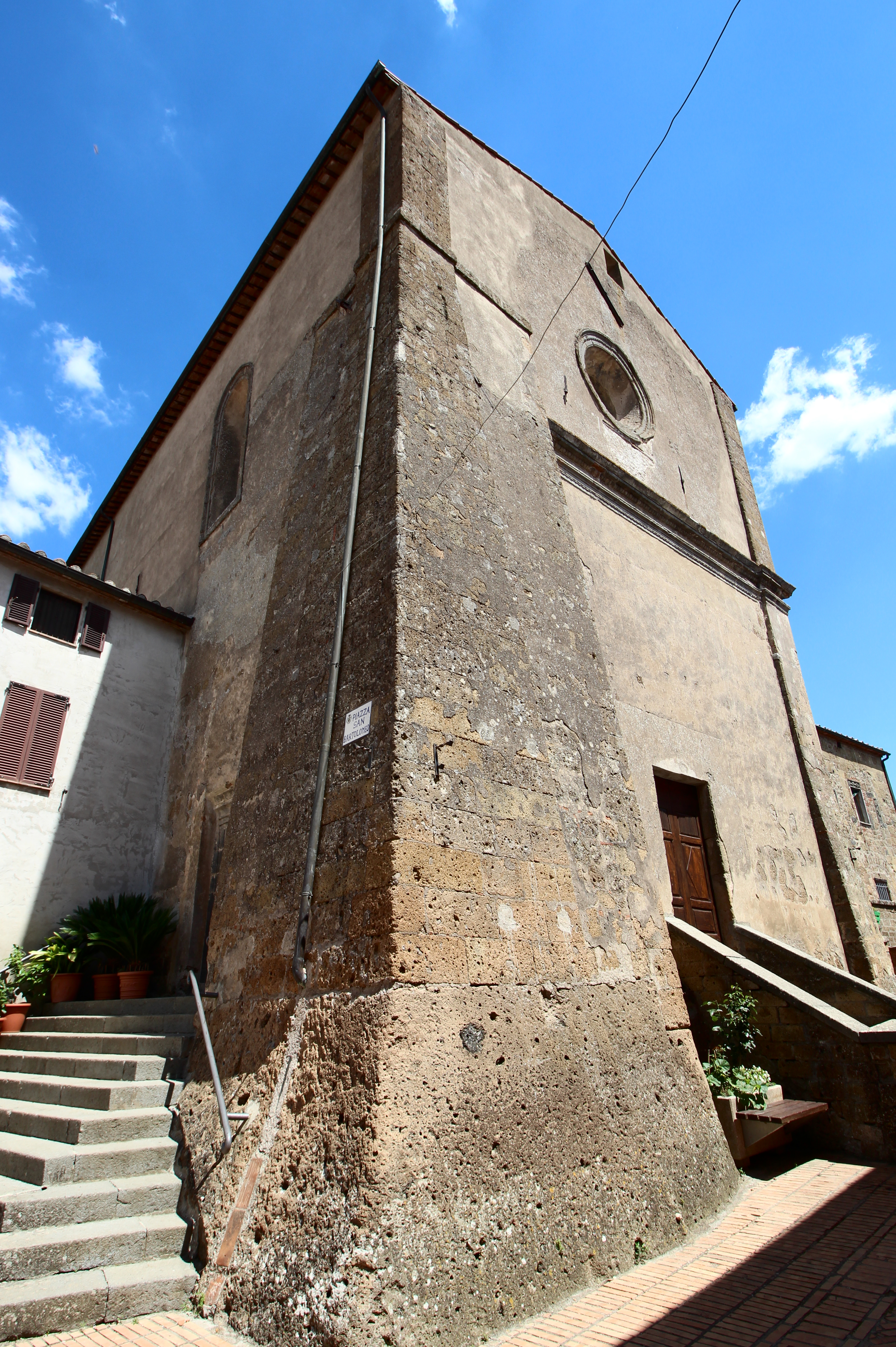
La chiesa di San Bartolomeo

### Architetture religiose
- Chiesa di San Bartolomeo, chiesa parrocchiale della frazione, è stata costruita alla fine del XVI secolo da Sinolfo Ottieri, tesoriere di Sisto IV. All'interno sono custodite interessanti opere artistiche: si ricordano una Madonna in gloria tra i santi Bartolomeo e Nicola di Bari, datato 1590, ed un ciclo di affreschi riconducibili alla scuola dei Nasini. La parrocchia di San Bartolomeo conta circa 300 abitanti.[2]
- Chiesa di Santa Maria, edificata nel corso del XVII secolo, era originariamente un oratorio, successivamente ristrutturata nel tardo XIX secolo. All'interno sono presenti alcune decorazioni a fresco ed una tavola.

### Architetture militari
- Rocca degli Ottieri, edificata in epoca rinascimentale dalla famiglia Ottieri attorno alla preesistente rocca aldobrandesca. La rocca si sviluppa su tre lati ed è caratterizzata da un torrione a sezione circolare; ai lati si dipartono le mura dove si apre la porta per l'accesso al borgo. L'intero complesso presenta strutture murarie in tufo mentre gli stemmi sono in travertino.

## Società

### Evoluzione demografica
Quella che segue è l'evoluzione demografica della frazione di Castell'Ottieri. Sono indicati gli abitanti dell'intera frazione e dove è possibile la cifra riferita al solo capoluogo di frazione. Dal 1991 sono contati da Istat solamente gli abitanti del centro abitato, non della frazione.
| Anno | Abitanti | Abitanti       |
| Anno | Frazione | Centro abitato |
| ---- | -------- | -------------- |
| 1745 | 220      | -              |
| 1833 | 198      | -              |
| 1845 | 236      | -              |
| 1921 | 568      | -              |
| 1931 | 539      | -              |
| 1961 | 443      | 339            |
| 1981 | 305      | 220            |
| 2001 | -        | 195            |
| 2011 | -        | 163            |

## Galleria d'immagini

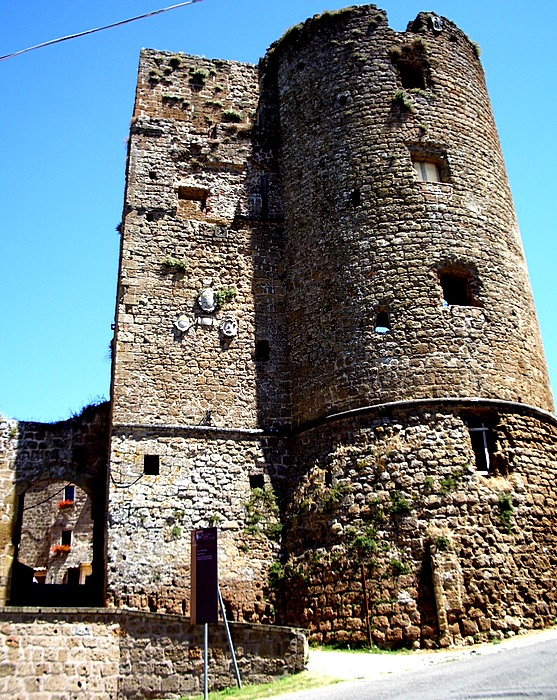
La Rocca degli Ottieri
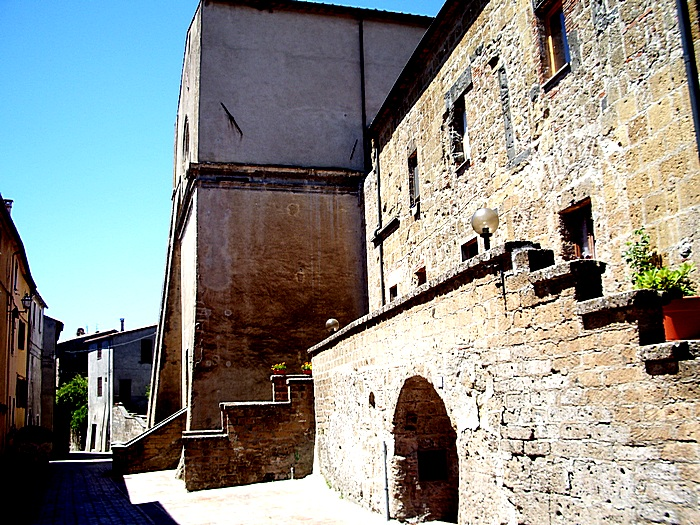
Via del centro storico
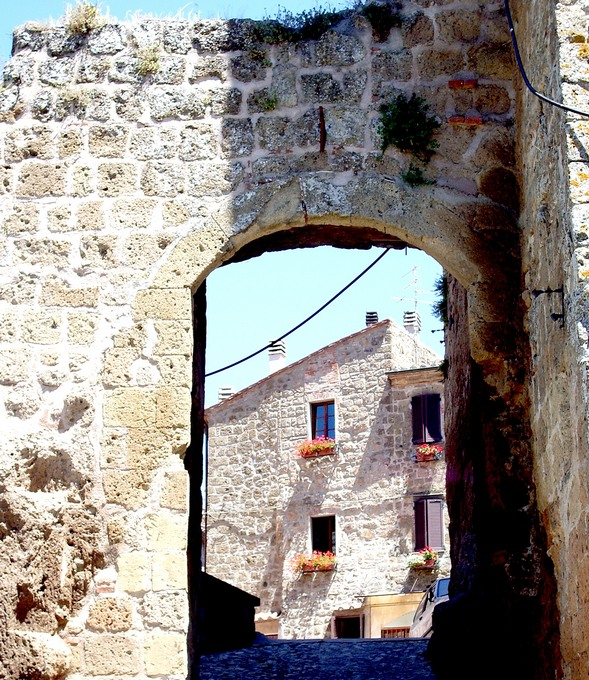
Scorcio con la porta di Castell'Ottieri